# Kesznyéteni Tájvédelmi Körzet
A Kesznyéteni Tájvédelmi Körzet területe  6084 hektár. A Tájvédelmi körzet a Bükki Nemzeti Park Igazgatósága alá tartozik.

## Fekvése
A tájvédelmi körzet a Tisza, a Takta, a Sajó és a tiszalúci Holt-Tisza által közrefogott morotvákkal, elhagyott folyómedrekkel tarkított síkságát foglalja magában. A tájvédelmi körzethez szervesen kapcsolódik a Tiszadobi-ártér, mely a Hortobágyi Nemzeti Park Igazgatóság felügyeletébe tartozik. A 6083,9 holdas összes területéből 1576 kataszteri hold az egykori Kocsordos tanya nevezetű uradalmat képezte (Tiszadobon 1154 kh és Kesznyétenen 422 kh), amelynek a központja a Boldogfai Farkas–Lenz-kúria volt, amely jelenleg elhagyatott állapotban van. Lenz József kereskedelmi tanácsos, nagykereskedő, boldogfai Farkas Endréné Lenz Klára apja, összesen 935 kataszteri holdat birtokolt Kesznyétenen.

## Jellemzői
A védetté nyilvánítás célja a Taktaköz déli részén, a Tisza szabályozása következtében kialakult ligeterdők, bokorfüzesek, nádasok, mocsárrétek, holtágak fajgazdag növény- és állatvilágának, a tájképi értékeknek a védelme. A terület egynegyed része szerepel a Ramsari Egyezmény nemzetközi jelentőségű vízi élőhelyeinek listáján, mára a WWF hódvisszatelepítési programjába is bekerült.

## Növény- és állatvilág

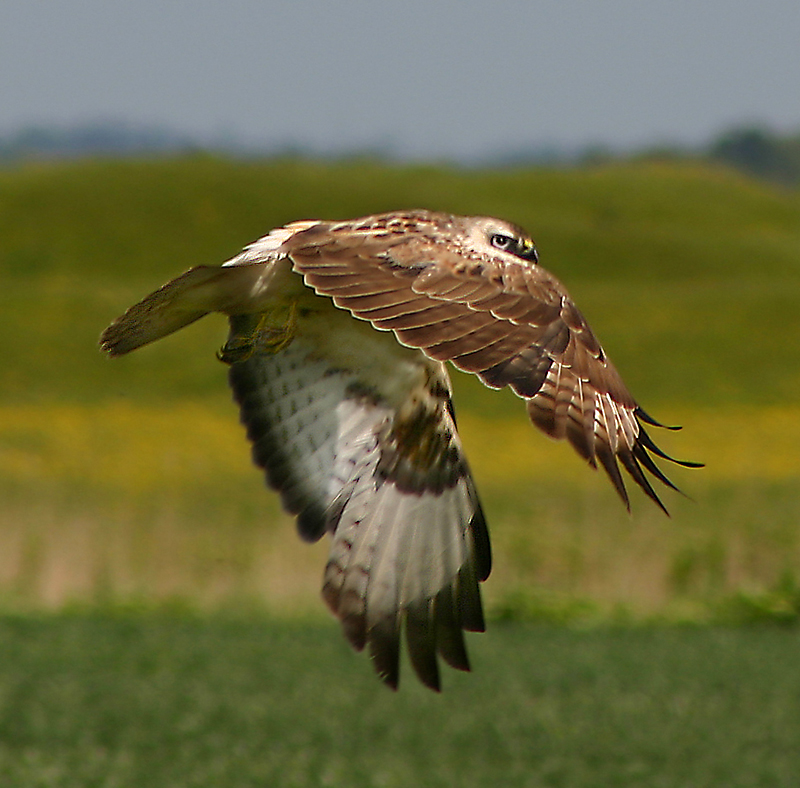
Egerészölyv

A védetté nyilvánításkor itt volt Kelet-Magyarország legnagyobb gémtelepe, de megtalálható itt a nagy és kis kócsag, a bakcsó, a batla, a jégmadár, a guvat, a vízicsibe, a különböző récefajok, a haris, a barna rétihéja és  kékes rétihéja, az egerészölyv, a kabasólyom, sőt kerecsensólyom is. A madarak mellett számos botanikai értékkel is találkozhatunk (rucaüröm, nyári tőzike, debreceni torma, elegáns kosbor, tőzegpáfrány, margitvirág, villás sás, fátyolos nőszirom,).
Az ízeltlábúak közül a kérészek rendjébe tartozó tiszavirág a június második felében százezres nagyságrendben lepi el a Tisza vizét. A bogarak képviselői közül védett faj az aranypettyes bábrabló, az érdes futrinka és a mezei futrinka, de megtalálható még a területen az óriás csíkbogár, szarvasbogár, az orrszarvúbogár, nagy hőscincér, kis színjátszó lepke, díszes tarkalepke és a mocsári szitkár.